# الهبوط ببطئ

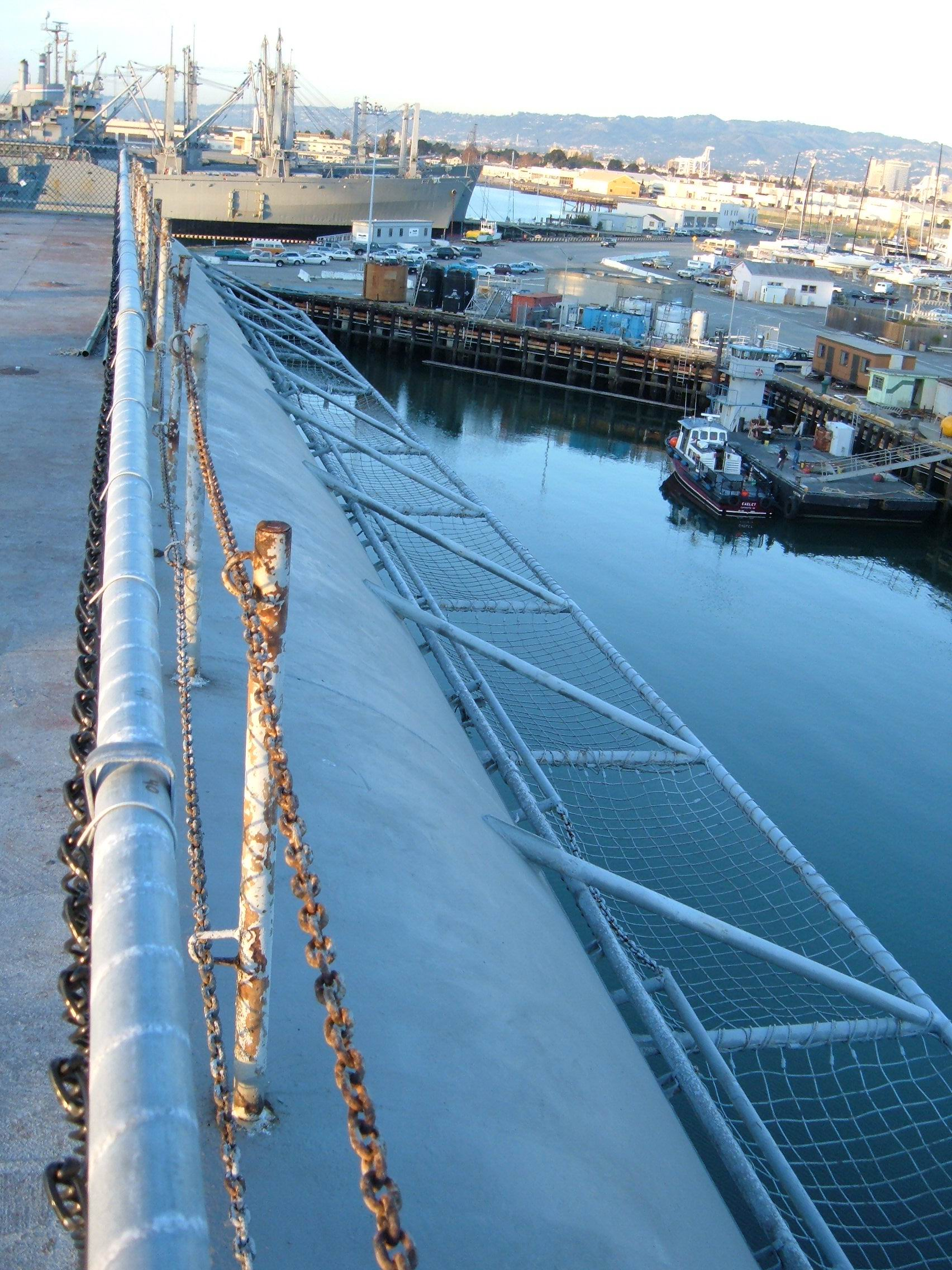

- الهبوط هو شكل من أشكال الحماية التي تتضمن الإيقاف الآمن للشخص عن السقوط. هي شكل من الأشكال المتعددة للحماية من السقوط،الأشكال التي تتضمن الحراسة من السقوط (الحماية العامة التي تمنع الأشخاص من خطر السقوط مثال سكك الحراسة(درابزين)وضبط السقوط (الحماية الشخصية التي تمنع الأشخاص الذين يكونون في منطقة خطر السقوط مثال حبل ضبط السقوط) تحدد إدارة السلامة والصحة المهنية التابعة لوزارة العمل الأمريكية ، بموجب الباب 29 من قانون اللوائح الفيدرالية ، أنه يجب حماية الأفراد العاملين في الأماكن المرتفعة من إصابات السقوط ، والهبوط ببطئ واحد من الأشكال المتعددة من حماية السقوط كما هو محدد في تلك المدونة.

## نظام الهبوط الشخصي
الهبوط يقسم إلى نوعان رئيسيان:حبل النجاة .
المظهر الأكثر شيوعا هو نظام الهبوط الشخصي 
يجب أن يشتمل هذا النظام على 5 عناصر يشار إليها باسم أ ب ج د.
أ مرسى - هيكل ثابت أو تكيف هيكلي ، غالبًا ما يتضمن موصل مرسى ، يتم فيه تزوير المكونات الأخرى لنظام الهبوط الشخصي
ب_لباس الجسم_ هو تسخير كامل للجسم حزام حماية من السقوط يرتدى من قبل العامل
ج_موصل - مكون نظام فرعي يربط الحزام بالرسو - مثل الحبل
د_جهاز التباطؤ - مكون فرعي أساسي مصمم لتبديد القوى المرتبطة بحادث السقوط.إنها ممارسة جيدة وأوصت بإدراجها أيضًا في أنظمة التقييد ، في حالة سوء الاستخدام المتوقع.
ه_خطة ومعدات الطوارئ - نهج واضح وبسيط لإنقاذ العامل المعلق بعد وقوع حادث السقوط. يجب أن يكون جميع العمال على دراية بالخطة الخاصة بالموقع وكفاءة تنفيذها. إذا لم يتم استرداد العامل المعلق في الوقت المناسب ، فقد يعاني من الآثار الخطيرة المحتملة لـ "صدمة التعليق.
يعتبر كل عنصر من هذه العناصر حاسماً لفعالية نظام القبض الشخصي على السقوط. هناك العديد من المجموعات المختلفة من المنتجات التي يتم استخدامها بشكل شائع لتجميع نظام السقوط الشخصي للسقوط ، ويجب أن يفي كل منها بمعايير صارمة.  تملي البيئة أو التطبيق المحدد بشكل عام المجموعة أو المجموعات الأكثر ملاءمة.

## لتدريب على الحماية من السقوط
الذين يعملون في هذا المجال يطلب منهم التدريب على استخدام معدات الحماية من السقوط . يشرع هذا من قبل مجموعات الصحة والسلامة المهنية مثل أدارة السلامة والصحة المهنية الأمريكية في الولايات المتحدة الأمريكية ، وفي كندا ، الهيئات التشريعية الإقليمية . التدريب مطلوب لإدراج التعليمات على الجوانب النظرية لاستخدام المعدات ، وكذلك الجوانب العملية. عادة ما تكون الحماية من السقوط ، التي تسمى أحيانًا فصل السقوط ، طويلة لمدة 8 ساعات للعاملين العامين ، ولكنها قد تشمل تدريبًا لمدة 8 ساعات ثانية للعمال الذين يتسلقون أبراج الاتصالات ، أو رواسب النفط. يشمل التدريب على الحماية من السقوط معلومات عن استخدام معدات الحماية من السقوط وصيانتها وتفتيشها ومخاطرها.

## تصميم أنظمة HLL
تصميم نظام HLL عملية معقدة . يجب على المصمم دائمًا إجراء حساب التصميم ويجب تقديم نتائج هذا الحساب في أي اقتراح والتحقق من أنها مقبولة. يجب فحص الأحمال المطبقة على الهيكل.